# Degerfors
Degerfors est une localité de Suède dans la commune de Degerfors, dont elle est le chef-lieu, située dans le comté d'Örebro.
Sa population était de 7 354 habitants en 2019.